# Polana bicolor
Polana bicolor är en insektsart som beskrevs av Spångberg 1878. Polana bicolor ingår i släktet Polana och familjen dvärgstritar. Inga underarter finns listade i Catalogue of Life.